# Чеська улоговина
Чеська улоговина (застаріла назва — Богемська улоговина; чеськ. Česká kotlina) — умовна назва внутрішніх областей Чеського масиву. Розташована на території Богемії — західній частині Чеської Республіки. Складається з низовин, розділених низькогірні масивами. Відокремлена від Моравії Чесько-Моравською височиною.
Чеська улоговина є тектоною западиною з різноманітним будовою поверхні, на якій часто межують знижені і піднесені ділянки. Зниження утворюють підкрушногірські Мостецька, Соколовська та Хебська улоговини, полабська рівнина, Пльзеньський, Тршебоньський та Чесько-Будейовіцький басейни на півдні Чехії. 
Ділянки високих терас Лабської долини, покриті лесом представляють яристих місцевість Чеського масиву. Підняття утворюють Центральночеська височина, розбиту на окремі сопки, і круто піднімається височина Брді. В цілому місцевість горбиста, має нахил з півдня (400-500 м) на північ (200-400 м). До полабської рівнини (до місця впадання Влтави в Лабу) стікають всі великі річки, що зрошують внутрішні райони Чеського масиву. Полабська рівнина є і осередком доріг, прокладених по долинах цих річок. 
У центрі Чеського масиву розташована Прага.